# Ein Opa kommt selten allein
Ein Opa kommt selten allein (Originaltitel: Better Late Than Never) ist eine britische Filmkomödie des Regisseurs Bryan Forbes, der auch das Drehbuch schrieb, aus dem Jahr 1983. Die Hauptrollen spielten David Niven und Art Carney. Die Romanvorlage verfasste Gwen Davis.

## Handlung
Bridget ist die 10-jährige verwaiste Tochter eines vermögenden Ehepaars. Ihre nun auch verstorbene Großmutter hat ihr die Nachricht hinterlassen, dass entweder Nick Cartland oder der gescheiterte Fotograf Charley Dunbar ihr Großvater ist. Bridget soll nun entscheiden, wer ihr Vormund werden soll. Für Nick und Charley ist das Angebot besonders attraktiv, weil als Jahreseinkommen der Vormund eine Viertelmillion US-Dollar bekommen soll. Also versuchen nun Nick und Charley ihre Enkelin davon zu überzeugen, wer der bessere Großvater für sie ist.

## Hintergrund
Bryan Forbes bot die Rolle des Charley Dunbar zunächst William Holden an, der dem Projekt aber wegen zu geringer Gage eine Absage erteilte. In seinem 1993 veröffentlichten Buch schrieb Forbes, dass Holden im Fall seiner Mitwirkung an dem Film möglicherweise länger am Leben geblieben wäre.
Das Drehbuch zum Film schrieb Forbes nach einer Vorlage der Autorin Gwen Davis. Gedreht wurde der Film überwiegend in Südfrankreich im Département Alpes-Maritimes, so u. a. in Antibes. Die Studioaufnahmen fanden in den Studios de la Victorine in Nizza statt.
David Niven verkörperte in dem Film seine vorletzte Filmrolle, im Jahr der Veröffentlichung, 1983, erlag er seiner ALS-Erkrankung.

## Kritik
„Komödie vor der mondänen Kulisse der Côte d'Azur bei Nizza.“

„Horrende Verschwendung von Stars und trist, trotz Farbenpracht“